# Edward Mahama
Edward Mahama (n. Sumniboma, 15 de abril de 1945) es un médico, diplomático y político ghanés, cinco veces candidato a la presidencia.

## Primeros años
Nacido en el pueblo de Sumniboma (norte de Ghana) en 1945, Mahama asistió a la Escuela Primaria y Secundaria Nalerigu de 1953 a 1959. Luego asistió a la Escuela Secundaria de Tamale de 1961 a 1965. Más tarde ese año fue admitido en la Universidad de Ghana en Legon y se graduó en 1972 con un grado médico.

## Carrera
Mahama regresó a Nalerigu como médico en septiembre de 1973 y cuatro años después abandonó Ghana para convertirse en médico de obstetricia y ginecología en Chicago, Illinois. Durante este período, fue también instructor clínico en la Universidad del Noroeste. En 1990, Mahama fue nombrado profesor Escuela de Medicina de la Universidad de Ghana y consultor en el hospital universitario Korle-Bu de Acra. Fue elegido miembro del Colegio de Cirujanos de África Occidental en 1994.
En 1996, Mahama fue el candidato presidencial de la nkrumahista Convención Nacional del Pueblo (PNC), recibió el 3.0 % de los votos. En su segundo intento en la presidencia, en 2000, obtuvo el 2.5 % de los votos. En preparación para las elecciones presidenciales de 2004, la PNC y otros dos partidos —cada Ghanaian Living Everywhere (EGLE) y el Gran Partido Popular Consolidado (GCPP)— formaron una alianza conocida como la gran coalición y eligieron a Mahama como su candidato presidencial. Se ubicó tercero de cuatro candidatos, ganando el 1.9 % de los votos. Se presentó de nuevo para las elecciones presidenciales del 7 de diciembre de 2008, en las que obtuvo 0.87 %. En 2012, Mahama fue reemplazado como candidato presidencial por Hassan Ayariga, pero recuperaría su posición en 2016.
En la actualidad se desempeña como diplomático de Ghana internacionalmente.